# Царь должен умереть
«Царь должен умереть» (англ. The King Must Die) — роман британской писательницы Мэри Рено, написанный в 1958 году. Действие произведения разворачивается в период микенской эпохи в Трезене, Элевсине, Афинах, в Кноссе на Крите и острове Наксос.
«Царь должен умереть» — первый роман дилогии «Тесей», в котором жизнь героя от ранних лет до возвращения с Крита трактуется максимально реалистично с привлечением современных знаний о крито-микенской цивилизации, в частности о культе богини Деметры.

## Сюжет
Афинский царь Эгей, не имея наследника сына и преследуемый неудачами, обращается за советом к Дельфийскому оракулу. Пифия наказывает ему не употреблять вина до возвращения в Афины, чтобы однажды не умереть от горя. Возвращаясь через Трезен, Эгей рассказал предсказания тамошнему царю Питфею. Последний, догадываясь, что знаки судьбы предвещают рождение героя, отвел афинского правителя на ложе своей дочери Этры, верховной жрицы Трезена. Наутро Эгей оставил свой меч и сандалии под алтарём Зевса и приказал Этре отправить сына к нему только тогда, когда тот сможет поднять камень.
Этот подвиг Тесей совершил в возрасте 16 лет, хотя и не отличался высоким ростом и геройскими телосложением и силой. Напротив, внешне Тесей, невысокий, мускулистый и быстрый, был чрезвычайно похож на «береговой народ», вытесненный с этих земель или обращенный в рабство во время дорийского вторжения.
Тесей отправился в Афины, но избрал опасный Истмийский путь, чтобы преодолеть все препятствия и трудности и таким образом самоутвердиться. Он покорил всех чудовищ и разбойников Истма. В Мегаре он убил кроммионскую свинью. В Элевсине Тесей прибывает на праздник нового урожая, во время которого старый царь должен умереть, а тот, кто сумеет его победить, станет новым правителем. Тесей убил Керкиона, стал мужчиной Персефоны — царицы Элевсина и верховной жрицы Деметры. В течение года, который он провел в городе, Тесей объединил вокруг себя бесправных элевсинских мужчин, наладил связи с царями соседних государств, очистил Истм от разбойников и, наконец, сбросил культ Богини-Матери и стал полноправным царём.
Поэтому в Афины Тесей прибыл как царь Элевсина. Любовница Эгея колдунья Медея догадывается, что Тесей — и есть сын Эгея, и решает его отравить, чтобы оставить афинский престол за своим собственным сыном. Эгей уже протянул Тесею бокал с ядом, но в тот самый момент Тесей открыл царю его же меч. Эгей выбил бокал из рук сына и сразу объявил своим наследником. Колдунья Медея навсегда бежала на своей колеснице из Афин, но напоследок прокляла Тесея.
Вместе Эгей и Тесей выгнали и убили предыдущего наследника Палланта вместе с его 50-ю сыновьями — паллантидами. В день рождения Тесея в Афины неожиданно пришел корабль с Крита за данью: на остров регулярно отправляли 7 юношей и 7 девушек, которые отправлялись к черному быку — земному воплощению Посейдона. В романе Минотавр — вполне реальное лицо. Он сын Пасифаи, жены Миноса, рождённый не от царя. Минотавр стремится поскорее убить больного Миноса и захватить власть.
Тесей сумел сплотить своих афинских друзей и повел на дворец Миноса угнетенных критян. В заговоре Тесею помогала Ариадна — дочь Миноса, сводная сестра Минотавра и верховная жрица. Она полюбила Тесея за ловкость на арене и отправилась вместе с ним в Афины.
Морским путём на родину Тесей сделал остановку на острове Наксос. Здесь он стал свидетелем того, как выполняя вместе с менадами один из самых диких обрядов старой религии, Ариадна сама присоединилась к дионисийским оргиям и помогла разорвать на куски молодого царя. Оставив Ариадну, Тесей спешно собирает своих товарищей и возвращается сам в Афины. Год назад, прощаясь с отцом и обещая ему вернуться, Тесей обещал изменить траурный черный парус на белый, но теперь он забыл выполнить это обещание. Прибыв в порт, Тесей застаёт город в трауре — горе заставило Эгея броситься со скалы в море.
Следующие события в жизни героя излагаются в романе «Бык из моря».